# Terri Nunn
Terri Kathleen Nunn (Los Angeles, 26 giugno 1961) è una cantante e attrice statunitense, nota per essere la frontwoman del gruppo musicale Berlin.

## Biografia
Nunn nasce a Los Angeles nel 1961. Suo padre Larry Nunn (1925-1974) era un pittore ed ex attore bambino a contratto per MGM (Men of Boys Town, The Major and the Minor). Era un alcolizzato ed è morto suicida quando lei aveva 13 anni. Nel 1976, all'età di 15 anni, partecipò ai provini per interpretare il ruolo della Principessa Leila in Guerre stellari, ruolo che andò poi a Carrie Fisher. In quello stesso anno inoltre posò nuda per la rivista Penthouse sotto lo pseudonimo di Betsy Harris. Ha recitato in diversi telefilm come T.J. Hooker, Lou Grant e James. In un'intervista disse che nel 1977 le venne offerto di interpretare il ruolo di Lucy Cooper nella serie TV Dallas, ma che alla fine rifiutò per seguire la carriera musicale. In quello stesso anno prende parte al film Grazie a Dio è venerdì, per poi recitare per un breve periodo nella serie TV Time Express.
Fu proprio in quell'anno che entrò nel gruppo musicale Berlin nelle vesti di cantante. Dopo aver abbandonato temporaneamente la band, nel 1981 rientra dentro dando così inizio alla sua carriera. La sua canzone più famosa fu Take My Breath Away, inserita nella colonna sonora del film Top Gun e che vinse anche l'Oscar alla migliore canzone nel 1987.
Nel 1985 lasciò i Berlin per registrare la canzone Dancing in Isolation, inserita nel film Sapore di hamburger. Nel 1989 esegue un duetto con Paul Carrack nella canzone Romance, inserita nella colonna sonora del film Sing - Il sogno di Brooklyn. Il suo abbandono dalla band, portò quest'ultima a sciogliersi due anni dopo, nel 1987.
Nel 1991 registrò il suo primo album da solista dal titolo Moment of Truth, in collaborazione con David Z, e la Paisley Park Records, casa di produzione discografica fondata da Prince.
Nel 1996 decise di rifondare la band che aveva abbandonato inserendo però nuovi membri, lasciando quindi alle spalle la storica formazione.

### Vita personale
Nel 1985 ebbe una relazione con il cantante Michael Hutchence, frontman degli INXS, che conobbe durante un loro concerto a Londra, dove Terri si trovava con i Berlin per registrare l'album Count Three & Pray. I due si lasciarono quando Hutchence e la sua band tornarono in Australia.
Attualmente è sposata con il procuratore Paul Spear, con il quale vive ancora oggi a Santa Rosa Valley insieme a tre figli, due dei quali avuti da Spear da una precedente relazione. Sua cugina è Pamela Moore, anche lei cantante. 
Diventò vegetariana all'età di 19 anni per poi diventare vegana una volta raggiunti i 40 anni di età.

## Discografia
Con i Berlin
- 1982 - Pleasure Victim
- 1984 - Love Life
- 1986 - Count Three & Pray
- 2002 - Voyeur
- 2005 - 4Play
- 2013 - Animal
- 2019 - Transcendance
- 2020 - Strings Attached

Da solista
- 1991 - Moment of Truth

## Filmografia
- Sulle strade della California (Police Story) - serie TV, 1 episodio (1976)
- James - serie TV, 1 episodio (1977)
- Professione medico (Rafferty) - serie TV, 1 episodio (1977)
- In casa Lawrence (Family) - serie TV, 1 episodio (1978)
- Gli sbandati (The Runaways) - serie TV, 1 episodio (1978)
- Grazie a Dio è venerdì (Thank God It's Friday), regia di Robert Klane (1978)
- Barnaby Jones - serie TV, 1 episodio (1978)
- Time Express - serie TV, 1 episodio (1979)
- Lou Grant - serie TV, 2 episodi (1979-1981)
- T.J. Hooker - serie TV, 1 episodio (1982)